# Akmeizm
Akmeizm (od akme, gr. akmḗ „szczyt, wyższy stopień czegoś, pora rozkwitu”; także adamizm, klaryzm) – modernistyczny kierunek w poezji i literaturze rosyjskiej przypadający na lata 1912–1932, odmiana neoklasycyzmu. Wyszedł on od krytyki symbolizmu przeprowadzonej przez młodych twórców z istniejącej w latach 1911–1914 grupy „Cech poetów”. Inicjatorem powstania ruchu był Nikołaj Gumilow, a głównymi jego przedstawicielami byli Osip Mandelsztam, Anna Achmatowa, Michaił Kuzmin, Siergiej Gorodiecki. Głównym organem akmeistów było czasopismo „Apollon”.
Nazwa tego kierunku wywodzi się od greckiego słowa akme oznaczającego szczyt, punkt kulminacyjny. Akmeiści głosili odejście od wieloznaczności w poezji (uważali, że nie można poznać istoty rzeczy) na korzyść opisu realnego świata, rzeczywistości takiej, jaka ona jest, jednocześnie pamiętając o tym, co niepoznawalne, jednakże nie traktując tego jako główny temat. Futuryzmowi i symbolizmowi przeciwstawiali powrót do klasycystycznych wartości i tradycji.